# Мунэта, Ясуюки
Ясуюки Мунэта (яп. 棟田 康幸, 10 февраля 1981, Мацуяма) — японский дзюдоист тяжёлой весовой категории, выступал за сборную Японии на всём протяжении 2000-х годов. Двукратный чемпион мира, двукратный чемпион Азиатских игр, чемпион Азии, чемпион летней Универсиды в Пальма-де-Мальорке, победитель многих турниров национального и международного значения.

## Биография
Ясуюки Мунэта родился 10 февраля 1981 года в городе Мацуяма префектуры Эхимэ. Активно заниматься дзюдо начал ещё ребёнком по наставлению отца-дзюдоиста, позже, после окончания начальной школы, поступил в престижную школу боевых искусств, состоял в школьной и студенческой командах по дзюдо во время обучения в Университете Мэйдзи. Несмотря на сравнительно небольшой рост в 172 см, уже в юности весил больше 100 кг и с самого начала выступал в тяжёлой весовой категории.
Впервые заявил о себе в сезоне 1998 года, когда занял третье место на Кубке Кодокан в Токио и второе место на юниорском чемпионате мира в Кали. Год спустя одержал победу на Кубке Дзигоро Кано, став самым молодым победителем этого турнира за всю его историю. Будучи студентом, отправился представлять страну на летней Универсиаде в Пальма-де-Мальорке и взял верх над всеми своими соперниками. Ещё через год был лучшим на этапе Кубка мира в Париже, на студенческом чемпионате мира в Малаге и на домашнем чемпионате Азии в Осаке, где, в частности, поборол в финале казахстанского дзюдоиста Вячеслава Бердуту.
В 2001 году Мунэта в числе прочего выиграл Кубок Кодокан в Токио и занял седьмое место на чемпионате мира в Мюнхене. В следующем сезоне стал чемпионом Японии в тяжёлом весе и благодаря череде удачных выступлений удостоился права защищать честь страны на летних Азиатских играх в Пусане, откуда впоследствии привёз награду золотого достоинства, в том числе выиграл в решающем поединке у иранца Махмуда Мирана. Кроме того, в этом сезоне получил золотые медали на международном турнире класса «А» в Будапеште, на открытых международных турнирах в Италии и Швейцарии. На домашнем чемпионате мира 2003 года в Осаке не знал поражений, прошёл через всех соперников по турнирной сетке и в финале победил титулованного голландца Денниса ван дер Геста.
На мировом первенстве 2005 года в Каире Ясуюки Мунэта не смог защитить свой чемпионский титул, проиграв в финальной стадии россиянину Александру Михайлину. При этом в командной дисциплине так же стал серебряным призёром. Будучи в числе лидеров дзюдоистской команды Японии, благополучно прошёл квалификацию на Азиатские игры в Дохе, где в итоге повторил успех четырёхлетней давности, снова победил всех оппонентов в тяжёлом весовом дивизионе. В 2007 году добавил в послужной список золотую медаль, выигранную в абсолютной весовой категории на чемпионате мира в Рио-де-Жанейро — в финальном матче поборол известного белорусского дзюдоиста Юрия Рыбака. Последний раз показал сколько-нибудь значимый результат на международной арене в сезоне 2010 года, когда одержал победу на этапе командного Кубка мира в Сальвадоре. В 2013 году принимал участие в зачёте абсолютного веса на чемпионате Японии в Токио, но занял здесь лишь седьмое место и вскоре после этой неудачи принял решение завершить карьеру профессионального спортсмена.